# Гончаренко, Иван Григорьевич
Ива́н Григо́рьевич Гончаре́нко (1920, Сушилино, Белопольский район — 9 мая 1945, Прага) — советский офицер, гвардии лейтенант, танкист, участник Великой Отечественной войны.
Во время освобождения Праги в 1945 году командир танка Т-34-85 № 24 1-го танкового батальона 63-й гвардейской «Челябинской» танковой бригады 10-го гвардейского Уральско-Львовского добровольческого танкового корпуса гвардии лейтенант И. Г. Гончаренко в числе первых ворвался в город. Его танк был подбит в бою, а сам И. Г. Гончаренко — погиб. В честь его танка, как первого из пришедших на помощь восставшей Праге, в столице Чехословакии был установлен памятник с танком ИС-2, который позднее, после «бархатной революции» в 1991 году, был демонтирован с постамента, а сам постамент уничтожен.

## Биография
Родился в 1920 году в селе Сушилино Белопольского района Сумской области Украинской ССР. Окончил среднюю школу.
С 1940 года комсомолец Иван Гончаренко в рядах РККА (призван Дарницким военкоматом Киевской области). Участник Великой Отечественной войны с июня 1941 года. До декабря 1941 года воевал на Центральном фронте. Окончил 2-е Горьковское танковое училище.
С марта 1944 года гвардии лейтенант И. И. Гончаренко — командир танка № 24 (полный тактический номер: 1-24, где 1 — номер 1-го танкового батальона) 1-го танкового батальона 63-й гвардейской «Челябинской» танковой бригады или «Челябинской» танковой бригады (была сформирована в городе Челябинск) 10-го гвардейского Уральско-Львовского добровольческого танкового корпуса 1-го Украинского фронта ВС СССР.
В конце апреля 1945 года отличился в боях за освобождение УССР и Польши, а также в Германии и уличных боях в Берлине.
В начале мая 1945 года в рейде на Прагу танк И. И. Гончаренко был включён в головную походную колонну, шёл в числе первых трёх разведывательных танков гвардии младшего лейтенанта Л. Е. Буракова. В состав экипажа Т-34-85 № 24 входили:
- командир танка гвардии лейтенант И. Г. Гончаренко;
- старший механик-водитель гвардии старший сержант И. Г. Шкловский;
- командир орудия, он же заместитель командира танка, гвардии сержант П. Г. Батырев;
- младший механик-водитель, он же радист, гвардии сержант А. Н. Филиппов;
- заряжающий гвардии сержант Н. С. Ковригин.

Через три дня форсированного марша, в ночь на 9 мая 1945 года, передовые части корпуса подошли к Праге с северо-запада. По воспоминаниям бывшего командира 63-й гвардейской танковой бригады М. Г. Фомичёва, местное население встречало советских танкистов с ликованием, с национальными и красными флагами и транспарантами «Ать жие Руда Армада! Да здравствует Красная Армия!» В частности, в городе Слани одна старушка подбежала к гвардии лейтенанту И. Г. Гончаренко и, «целуя его замасленную руку, приглашала зайти в дом». Но танкисты не могли задерживаться и стремительно продвигались вперёд.
Ночью 9 мая разведывательный взвод из трёх танков Буракова, Гончаренко и Котова с разведчиками и сапёрами на броне первым вошёл в Прагу и выяснил, что в центре города чешские повстанцы ведут бои с немецким гарнизоном генерала Шёрнера. В Праге была сформирована штурмовая группа-к разведвзводу добавился танк командира роты Латника, где командиром танка был Тонконог. Штурмовой группе под командованием Латника была поставлена задача-захватить Манесов мост и обеспечить выход основных сил танковой бригады в центр города. На подступах к Пражскому Граду противник оказал сильное сопротивление: у Карлова и Манесова мостов через реку Влтава немцы выставили заслон из четырёх самоходных орудий под прикрытием большого количества фаустников.
Первым к реке Влтава вышел танк Ивана Гончаренко, за ним шли танки Леонида Буракова, Павла Котова и Александра Тонконога. В ходе завязавшегося боя экипаж И. Г. Гончаренко уничтожил одну из самоходок и начал прорыв через Манесов мост, но фаустникам удалось подбить «тридцатьчертвёрку» и вывести из строя экипаж. Гвардии лейтенант И. Г. Гончаренко погиб. Посмертно награждён Орденом Отечественной войны I степени.
Из наградного листа, подписанного командиром 1-го танкового батальона гвардии старшим лейтенантом Коротеевым:

Действуя в головном дозоре, нанося противнику сокрушительные удары, т. Гончаренко первым ворвался в г. Прага. Стремительно преследуя противника, т. Гончаренко захватил мост через реку Влтава в центре города и вступил в неравный бой с 13 самоходными орудиями немцев.

Удерживая переправу т. Гончаренко огнём своего танка уничтожил 2 самоходки. Танк получил попадание снаряда и загорелся. Т.Гончаренко был тяжело ранен. Будучи тяжело раненым, отважный офицер, истекая кровью, продолжал вести бой. Вторичным попаданием в танк т. Гончаренко был убит. В это время подошли основные силы и начали стремительное преследование противника.
Остальные танки штурмовой группы, сломив сопротивление немецких войск, овладели Манесовым мостом, помешав противнику взорвать мост. А затем вышли по нему к центру Праги. Днём 9 мая столица Чехословакии была освобождена от немецких войск.
Первоначально похоронен на площади (ныне носит имя Яна Плаха) перед зданием чешской филармонии Рудольфинум вместе с несколькими другими советскими солдатами, погибшими в последний день войны на улице Хоткова (рядовые Мягков, Давыдов и Востриков). Позднее торжественно перезахоронен на Ольшанском кладбище Праги.

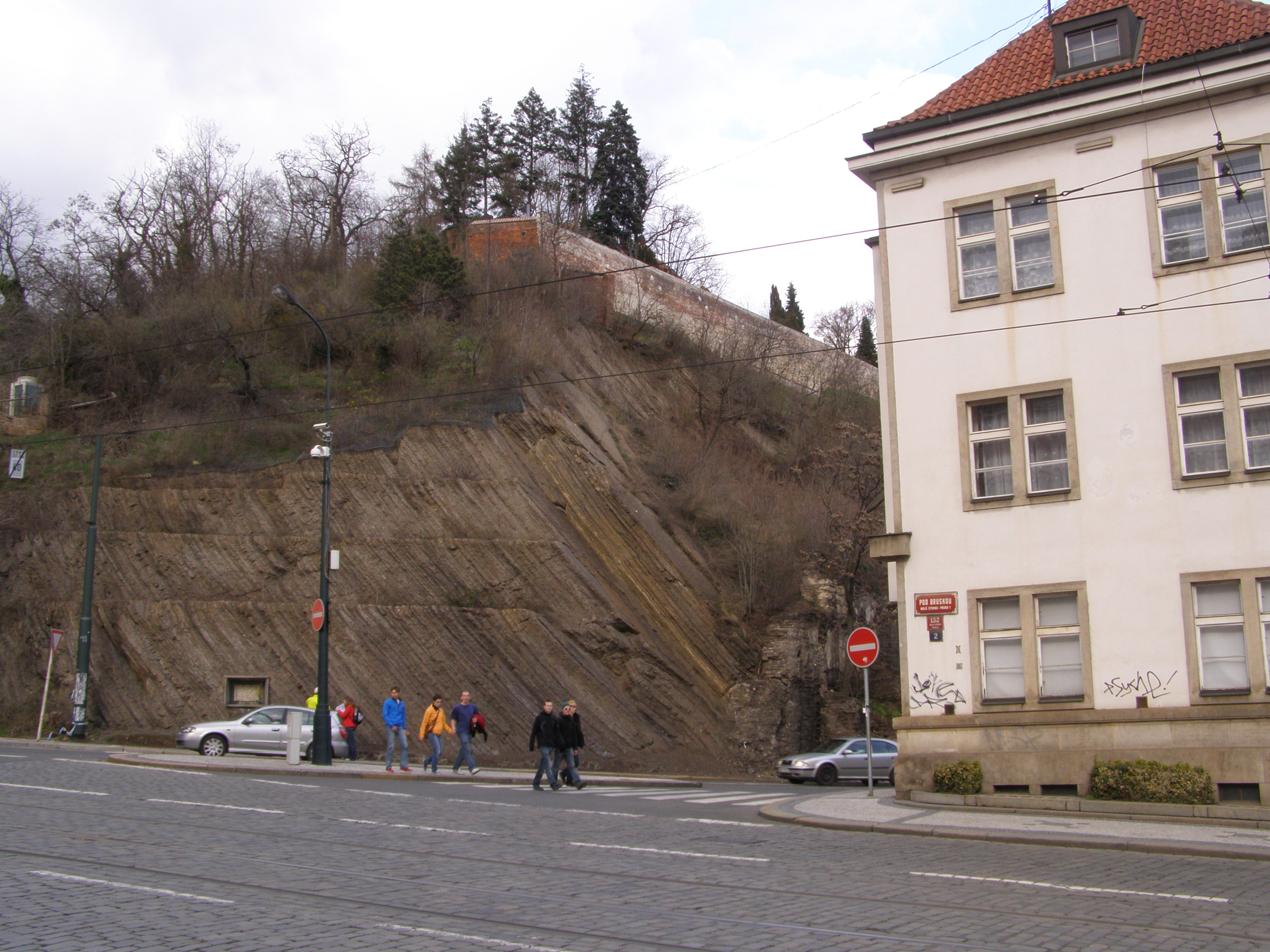
Место, где был подбит танк Гончаренко
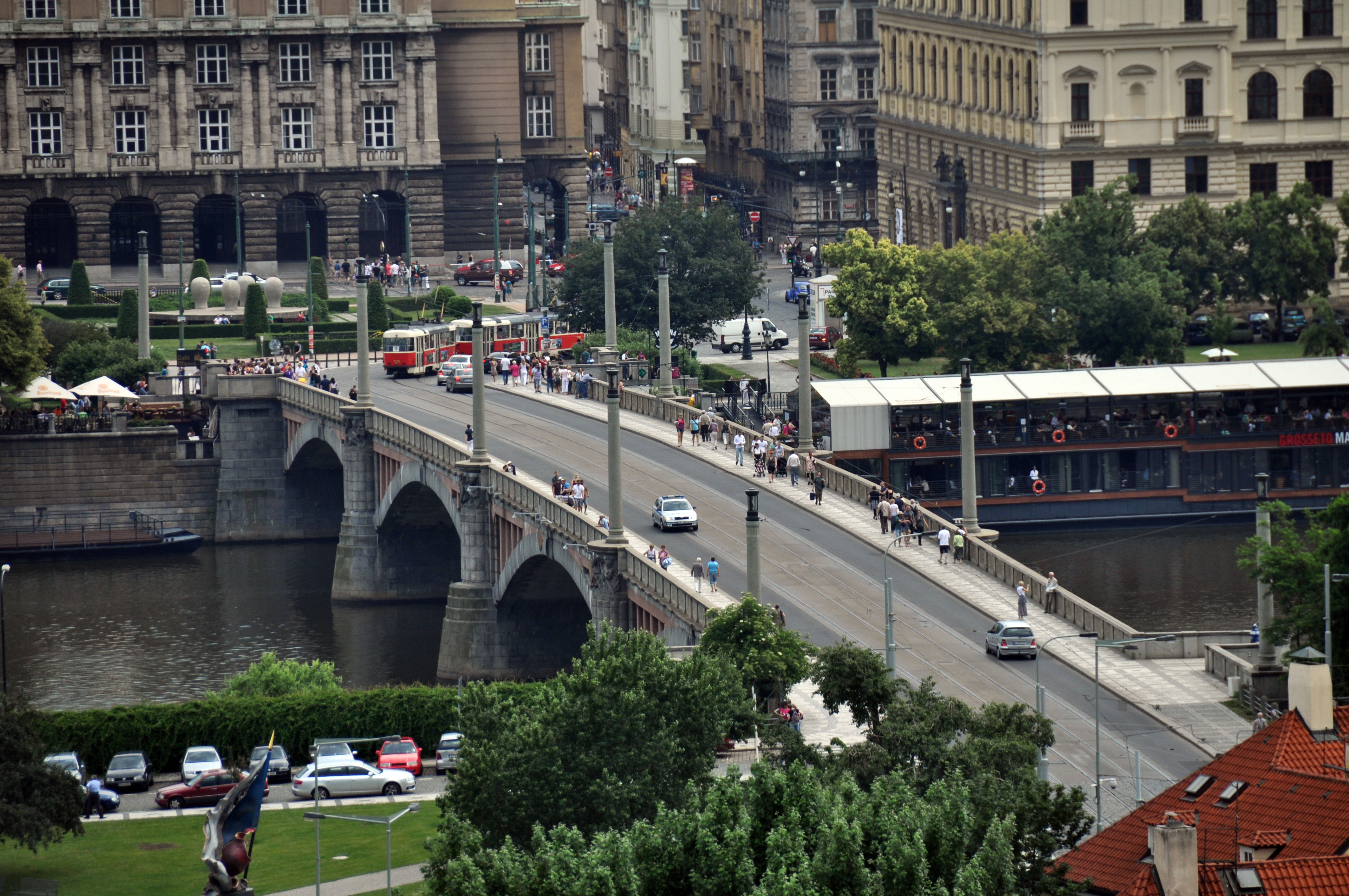
Манесов мост, в бою за который погиб И. Г. Гончаренко
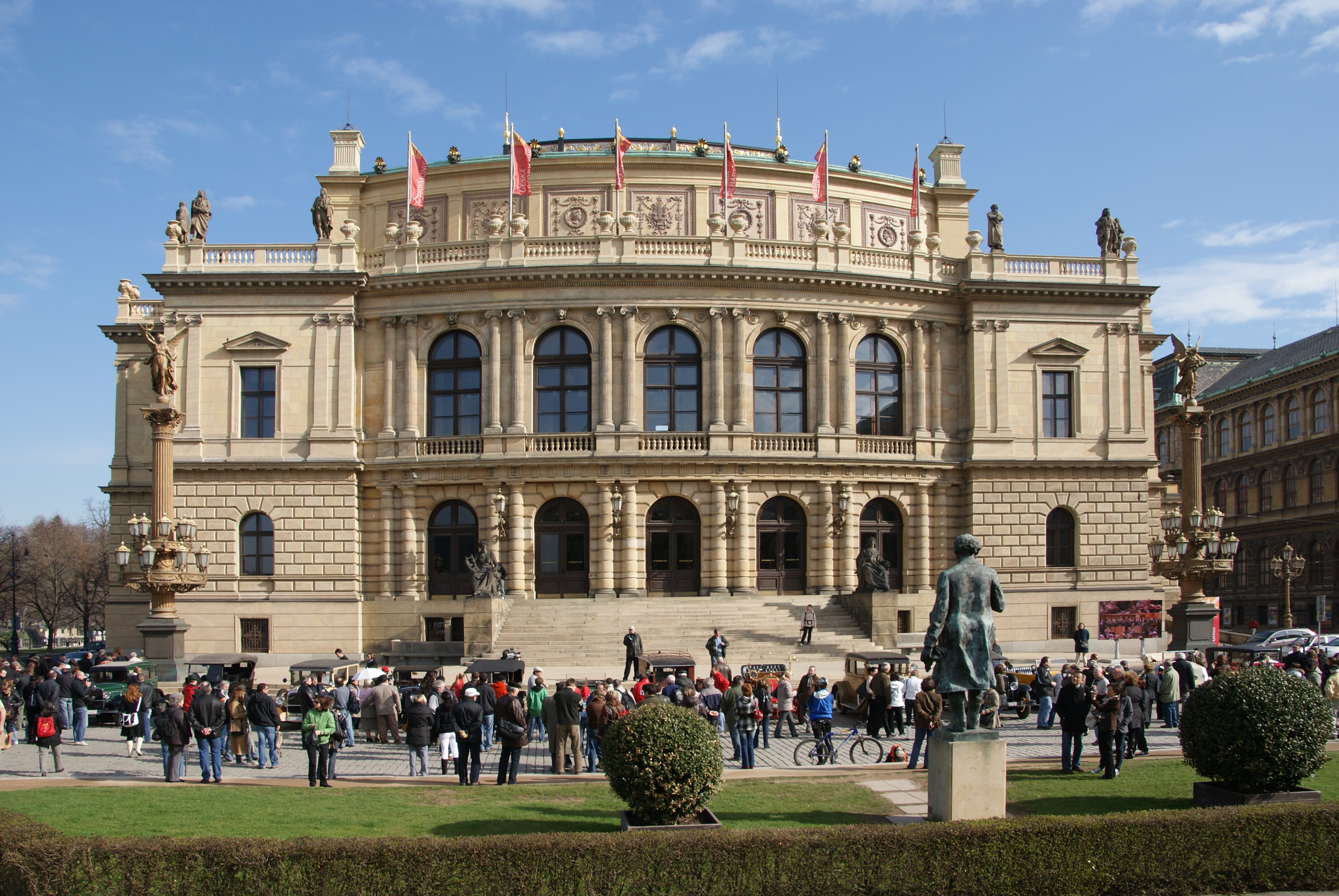
Первоначальное место захоронения И. Г. Гончаренко (перед зданием Рудольфинума)

## Награды
- орден Отечественной войны I степени (20 мая 1945, посмертно)[4]
- орден Красной Звезды (1944)[4]

## Семья
Жена — Гончаренко Александра Матвеевна, во время войны проживала в деревне Салташи Ульяновского района Сумской области.

## Память
Позднее прах Гончаренко перенесли на братское кладбище советских воинов, павших за освобождение Чехословакии в Ольшанах. На месте гибели Гончаренко был установлен памятный знак.
Именем Гончаренко названа улица в Праге в районе Прага-4 (чеш. Gončarenkova, Praha 4) и улица в Челябинске. В школе № 143 Челябинска создан музей героя. 
В честь его танка, как первого из пришедших на помощь восставшей Праге, в столице Чехословакии поставили памятник с танком ИС-2 (см. памятник советским воинам-освободителям в Праге). Согласно легенде, генерал Д. Д. Лелюшенко критически отозвался о подбитом танке Т-34-85 № 24, на котором экипаж И. Г. Гончаренко первым въехал в Прагу, сказав: «Не будем же мы давать чехам такое старьё», однако вплоть до конца 1980-х годов официальная версия утверждала, что в Праге действительно выставлен тот самый «первый» танк. После «бархатной революции» в 1991 году он был демонтирован с постамента, перекрашен в розовый цвет и используется в качестве символа оккупации Чехословакии советскими войсками.

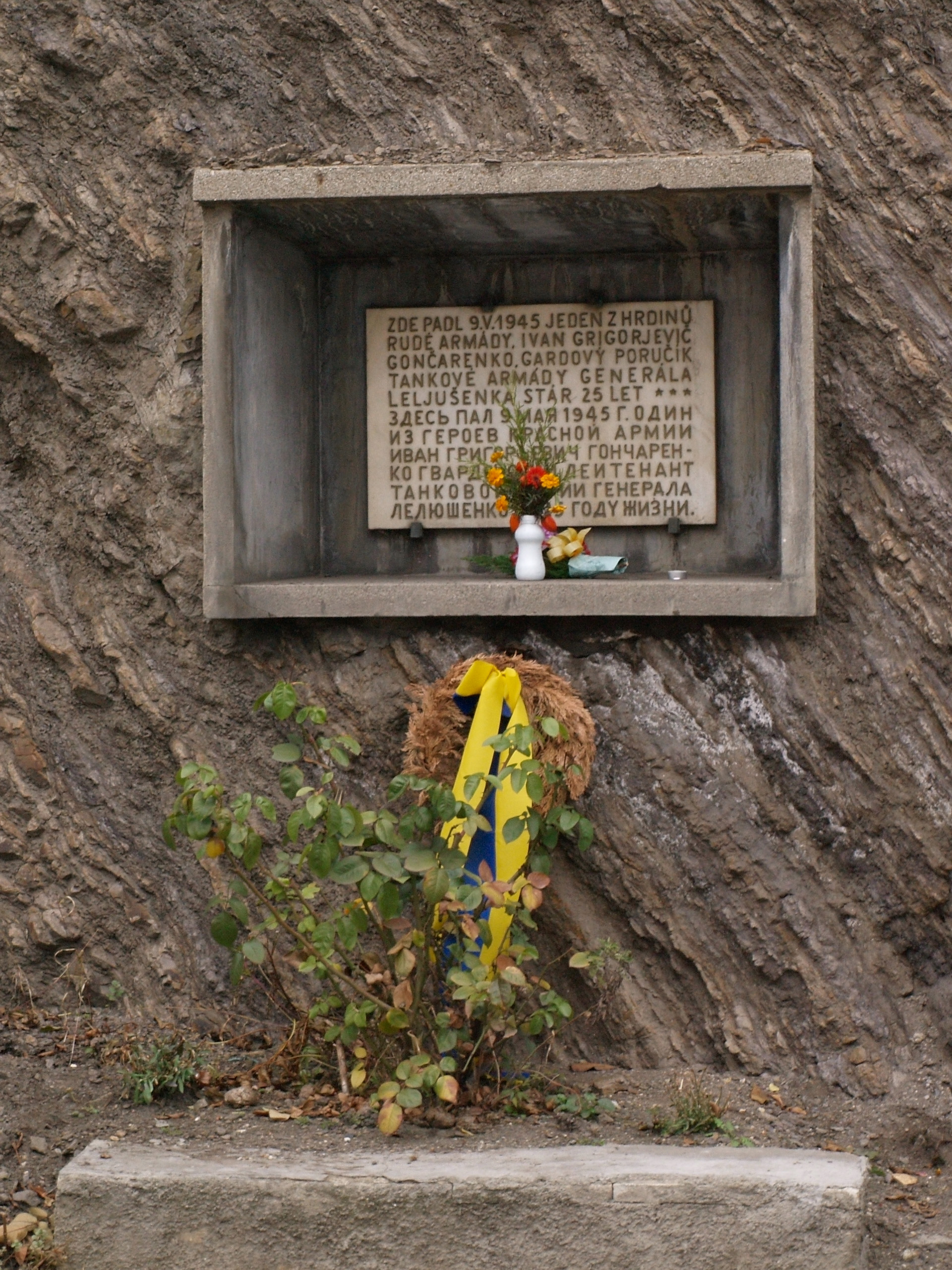
Мемориальная доска на месте гибели лейтенанта И. Г. Гончаренко в Праге
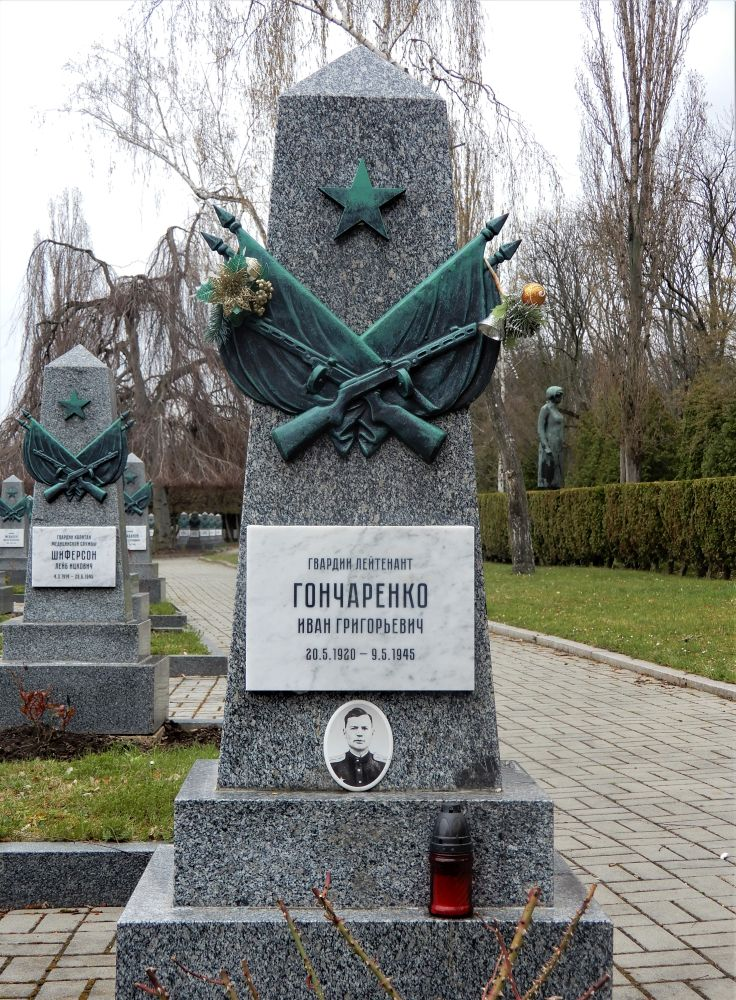
Братское кладбище советских воинов,Ольшанское кладбище в Праге
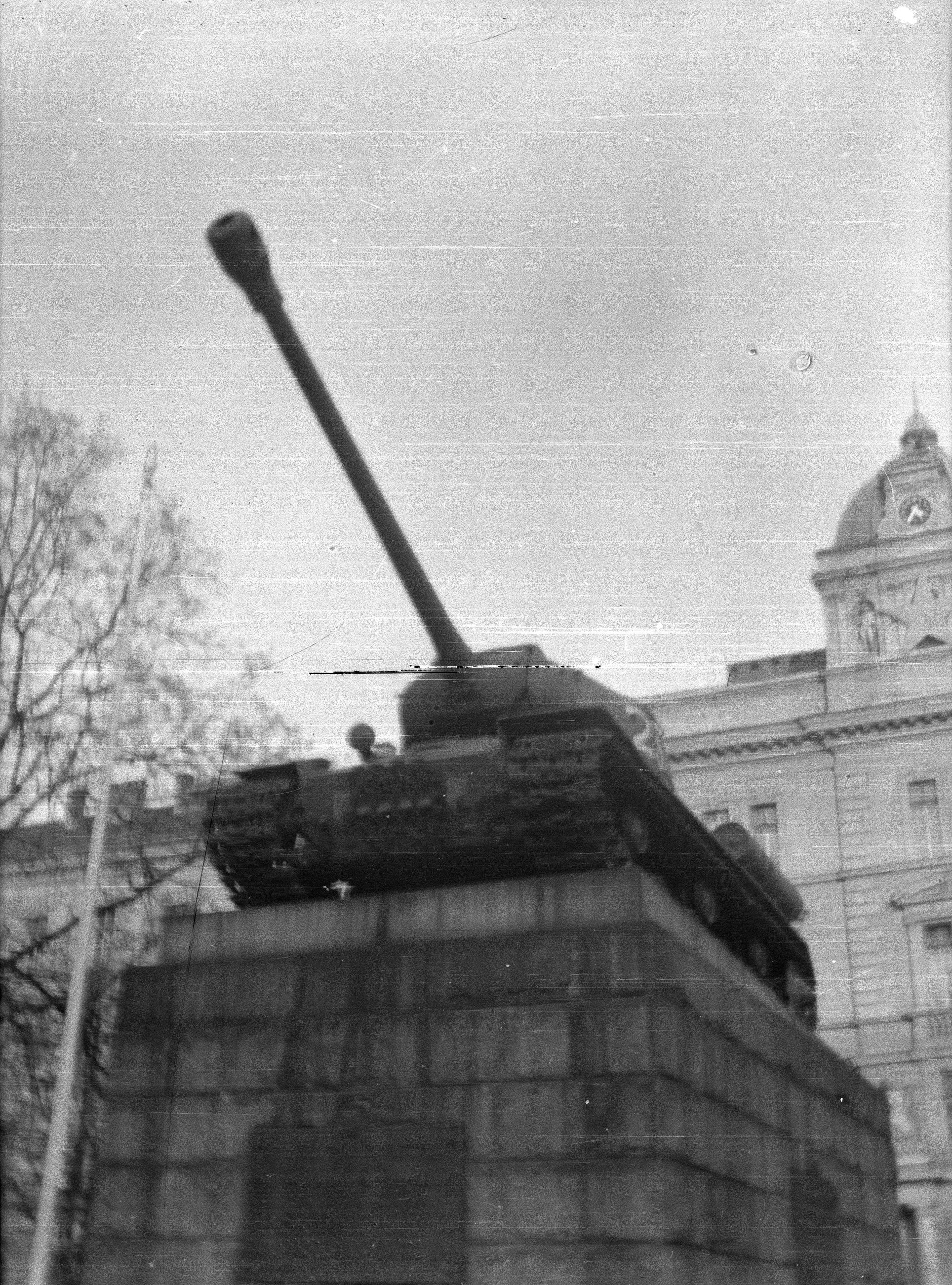
Советский танк ИС-2, стоявший в 1948—1991 годах в Праге в качестве памятника танку Т-34 И. Г. Гончаренко
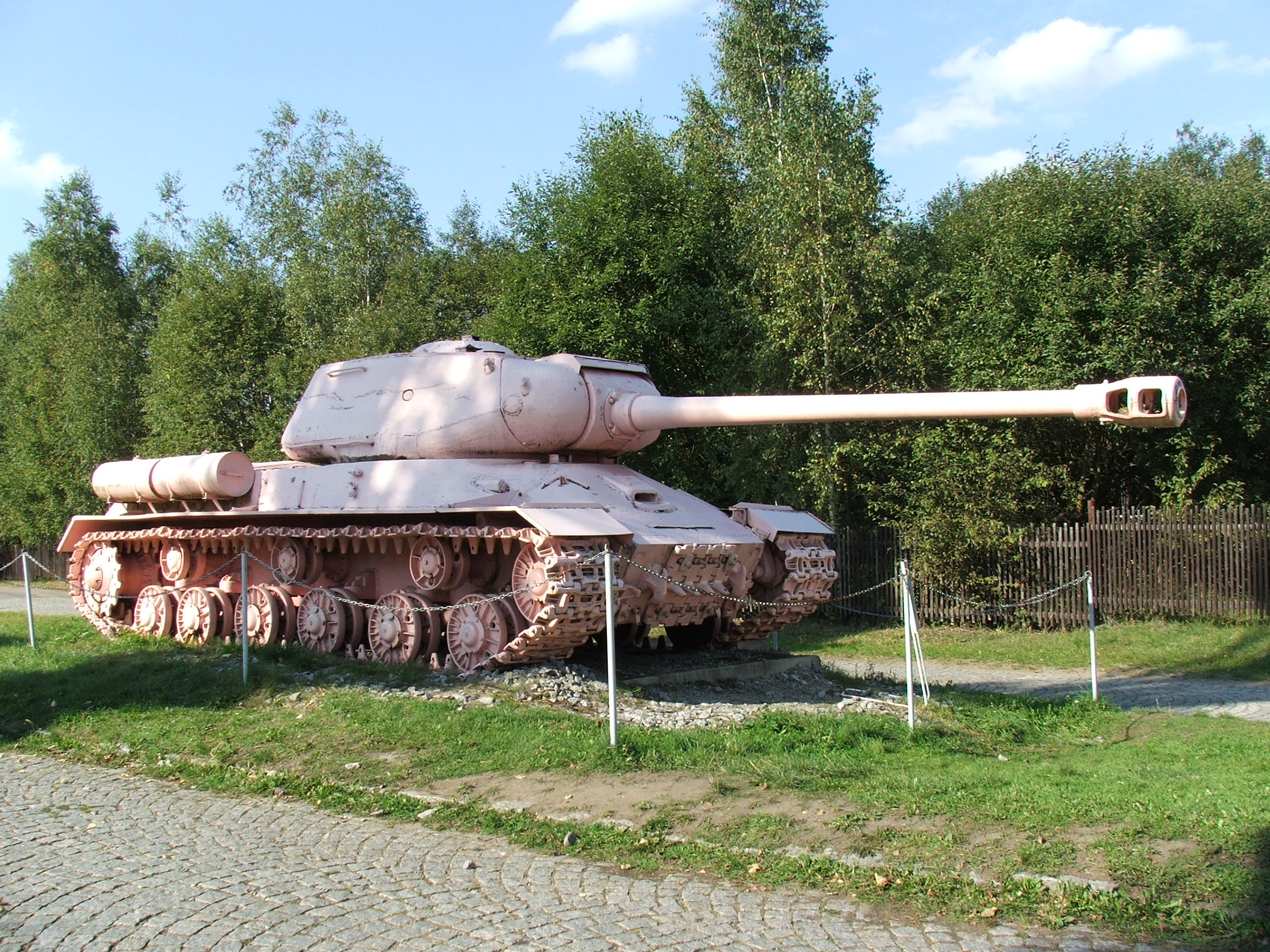
Этот же танк, перекрашенный в розовый цвет, Военно-исторический музей, Лешаны
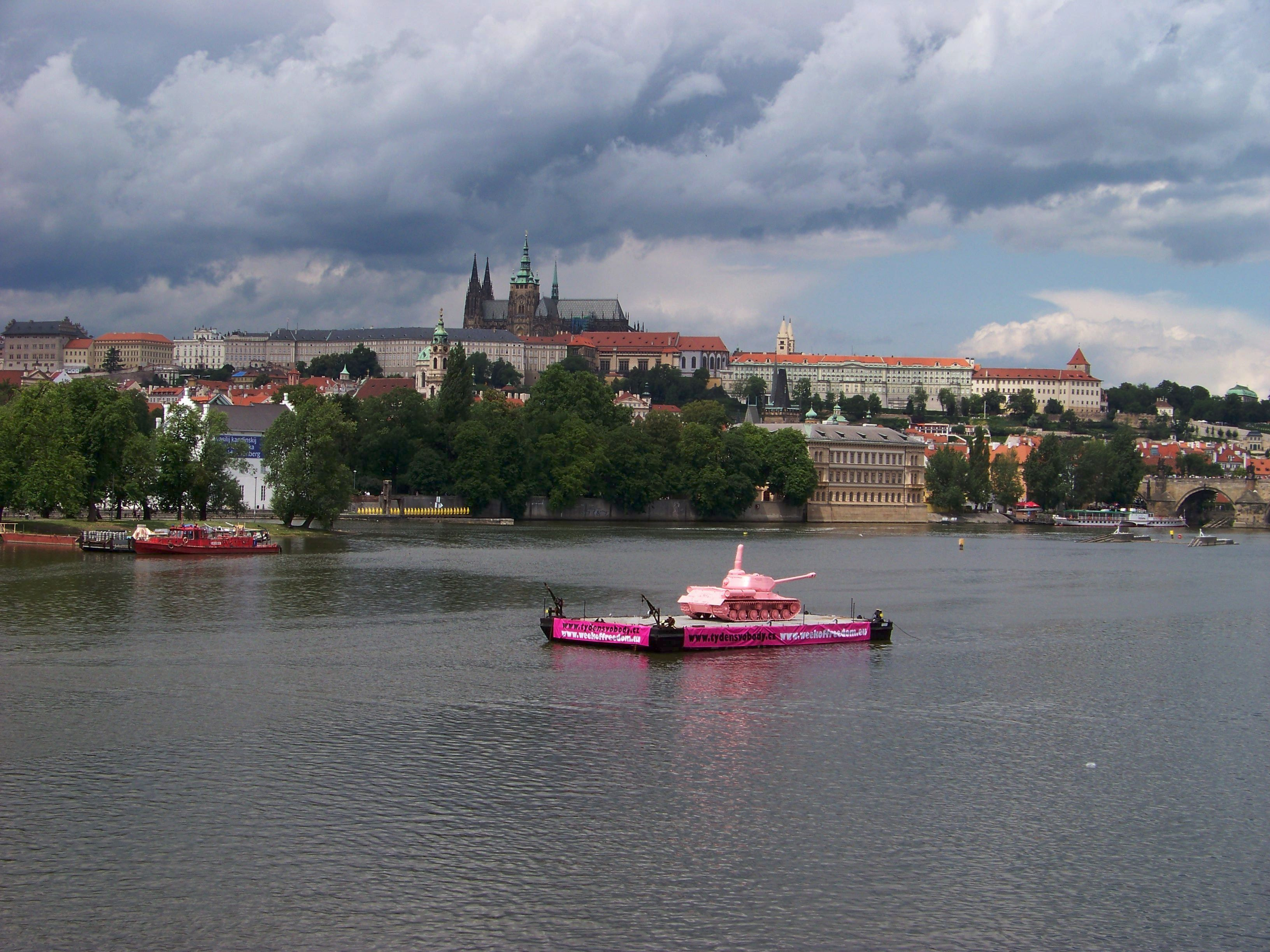
Танк на пути к Праге для празднования 20-й годовщины вывода советских войск из Чехословакии, 20 июня 2011.

Члены экипажа И. Г. Гончаренко — А. И. Филиппов, И. Г. Шкловский, Н. С. Ковригин и П. Г. Батырев — получили в бою 9 мая 1945 года тяжёлые ранения, но остались в живых. Они были удостоены звания почётных граждан Праги и в послевоенные годы посещали столицу Чехословакии.
Подвиг танкистов отражён в чехословацком художественном фильме «Марафон» (1968), роль И. Г. Гончаренко исполнил актёр Петр Костка.